# الدوري الأوكراني الممتاز 2017–18
الدوري الأوكراني الممتاز 2017–18 (بالأوكرانية: Чемпіонат України з футболу 2017—2018: Прем'єр-ліга)‏ هو الموسم 27 من  الدوري الأوكراني الممتاز. أقيم خلال الفترة 16 يوليو 2017 وحتى 26 مايو 2018، وكان عدد الأندية المشاركة فيه  12، وفاز فيه نادي شاختار دونيتسك.